# Matopo neotropicalis
Matopo neotropicalis là một loài bướm đêm trong họ Noctuidae.